# 나이지리아 해군
나이지리아 해군(영어: Nigerian Navy, NN)은 나이지리아군의 한 부서이다. 그것은 2021년 현재 25,000명의 인원으로 구성된 아프리카 대륙에서 가장 큰 해군 중 하나이다. 좌우명은 "함께 앞으로"이다.

## 역사
나이지리아 해군은 나이지리아 해병에게 그 기원을 빚지고 있다. 그 당시 북부와 남부 나이지리아가 합병된 후 1914년에 결성된 나이지리아 해병은 1914년 이후 알려지게 되면서 준군사 조직이었다. 이 부대는 1893년에 남부 나이지리아 해병으로 확대되었다. 북부 나이지리아 해병과 동등한 부대는 1900년에 결성되었다. 그 두 해병은 1914년에 합병되었다. 책임은 항구와 항구의 관리, 해협의 준설, 부력 및 조명을 포함했다. 그것은 또한 페리 서비스, 순회 진수, 그리고 다양한 개울과 다른 내륙 수로를 운항하는 다른 소형 선박을 운영했다.
이러한 새로운 조직들 중 첫 번째 조직은 항구 운영과 안전한 항해를 보장하는 임무를 맡은 나이지리아 항만청이었다. 두 번째 조직은 여객선 운영과 순회 진수를 인계 받은 내륙 수로국이었다. 세 번째 조직은 나이지리아 해군으로, 대부분 예비 영국 해군 장교들과 나이지리아 항만청으로 전출된 전직 군인들로 구성되었다. 그것의 주요 책임은 인력을 훈련시키고 계획된 해군에 필요한 적절한 기반 시설을 마련하는 것이었다. 미래의 해군을 위한 첫 번째 기초 훈련 기관은 6개월의 기초 항해술 과정을 거친 60명의 주니어 등급으로 1957년 11월 1일에 시작되었다.
1959년 7월, 엘리자베스 2세 여왕이 "로열 나이지리아 해군"이라는 직함을 사용할 수 있는 허가를 내주면서 나이지리아 해군은 본격적인 해군으로 바뀌었다. 나이지리아가 공화국이 된 후, 그 직함은 1963년에 "나이지리아 해군"으로 바뀌었다. 해군의 헌법적 임무는 1958년 조례가 폐지된 후, 1964년에 확대되었다. 1964년의 해군법으로 알려진 그 새로운 법은 처음으로 해군에게 "나이지리아의 해군 방어"를 임무로 부여했다. 1964년 법에 의해 해군에 할당된 다른 임무들은 본질적으로 해안 경비 임무들이었는데, 이것은 관세법의 시행을 돕고, 수로 측량을 하고, 해군 임무를 수행하는 장교들과 남자들을 훈련시키는 것이었다.
이 임무들은 본질적으로 어떤 해군의 일상적인 기능들이었다. 결과적으로, 해군 지도부는 정치 지도부에게 해군의 헌법적인 역할을 다시 정의하도록 압력을 가하기 시작했다. 1993년, 이 압력은 소기의 결과를 낳았고 새로운 법 아래, 국군령 105 (현재 국군법으로 알려짐)가 1999년 헌법의 일부로 통합되었다. 나이지리아 해군은 특히 나이지리아 해양 경제의 석유와 가스 부문에서 확장된 군사적이고 경찰적인 역할이 주어졌다.

## 나이지리아 해군 함정 조직
나이지리아 해군 함정에는 4개의 주요 부서가 있다. 작전, 해양 공학, 무기 공학, 물류 등이 있다. 부서장이라고 불리는 장교가 각 부서를 담당한다. 그는 작전 문제에 대해 지휘관에게 직접 보고하거나 모든 행정 문제에 대해 집행관을 통해 보고한다. 집행관은 모든 해군 함정에서 2인자일 뿐만 아니라 소규모 함정의 작전 부서장이다. 대형 함정에서는 집행관이 2인자로 남아 있지만, 주요 전쟁 책임자는 작전 부서의 일원이다. 등급 심사관에서는 가장 고위 선원 등급을 콕스웨인이라고 한다. 콕스웨인(E.M.T)는 M.P.와 더 유사하게 업무와 기강에 대한 등급 심사를 담당한다.

## 장비
나이지리아 해군은 기니만 해역에서 발생하는 범죄 행위에 대응하여 지난 10년 초부터 상당한 현대화를 진행해 왔다. 현재 나이지리아 해군은 MEKO 360 타입 H1 호위함인 NNS 아라두를 보유하고 있으며, 2020년에 수리를 완료하고 튀르키예의 디어산 조선소에서 개조 작업을 거칠 예정이다. NNS 아라두는 나이지리아가 디어산 조선소로부터 새로운 경함을 인수하기 위한 전투 훈련함으로 사용될 예정이다. 디어산 조선소는 또한 2x 디어산 OPV 76 및 투즐라급 초계함의 건조와 계약을 체결했다. 나이지리아 해군의 기타 인수 보류 중에는 중국 폴리 테크놀로지스의 46척 초계함 3척, 35척 해상 조사선 및 프랑스 해양 조선소의 35척 해상 방위선 1척, 나이지리아 해군 조선소의 46척 해상 방위선 2척, UAE 다멘 조선소의 두 번째 LST-100 등이 포함된다.
나이지리아의 중장기 인수계획은 이러한 능력 공백을 일부 메우는 것을 목표로 하고 있다. 예를 들어, 수륙양용작전 및 무력투영을 위한 다멘 LST-100급 상륙함의 용골이 마련되었다.
디어산은 나이지리아 해군을 위한 OPV 76 해상 경비함 2척을 건조하고 있다. 그것은 또한 나이지리아 해군을 위한 투즐라급 경비함 1척도 인도될 것이다.